# Муслим Марат
Марат Муслим (наст. имя — Минимулла Набиуллович Муслимов; баш. Марат Мөслим, Минимулла Нәбиулла улы Мөслимов; 1909—1975) — башкирский поэт и драматург, переводчик, журналист. Член Союза писателей Башкирской АССР (1935).

## Биография
Муслимов Миннимулла Набиуллич родился 10 мая 1909 года в селе Бураево Бирского уезда Уфимской губернии (ныне Бураевского района Башкортостана). По национальности башкир.
В 1927 году окончил семилетнюю школу. В 1928—1931 гг. учился в Башкирском педагогическом техникуме.
С 1931 года являлся сотрудником журнала «Аллахыз», а с января 1932 года — журнала «Октябрь».
С апреля 1932 года работал в должности заместителя редактора газеты «Ленинсы».
С 1933 года являлся заведующим отделом издательства «Башгиза».
В 1934 году принимал участие в Первом Всесоюзном съезде советских писателей. В 1934—1935 гг. учился на курсах молодых писателей при Союзе писателей СССР.
В 1934—1937 гг. был ответственным секретарём Союза писателей Башкирской АССР и одновременно в 1934 году — главный редактор журнала «Керпе».
Репрессирован как «башкирский националист». 11 января 1938 года был арестован и приговорён по обвинению по статье 58-10, 58-11. Приговор: к лишению свободы на 10 лет. Реабилитирован 23 января 1957 г..
В 1960-е гг. Муслим Марат работал инспектором в Управлении печати при Совете Министров Башкирской АССР.

## Творческая деятельность
Начал печататься в 1927 году в московской газете «Молодой плугарь».
В 1930 году была издана его первая книга под названием «Ике корабль» («Два корабля»). В ней описывается соперничество и борьба между капиталистической и социалистической системами, которые были представлены в образах двух огромных кораблей, идущих наперегонки.
Является автором поэтических сборников «Ҡартаймаҫ йәшлек йыры» (1933; «Песнь нестареющей молодости»), «Побеждающая жизнь» (1934), «Хәйҙәр ҡарттың күргәндәре» (1935; «Приключения старика Хайдара»), «Стихи» (1936), «Һаумыһығыҙ, дуҫтар, иптәштәр!» (1958; «Здравствуйте, друзья, товарищи!»), «Балҡы, ҡояшым» (1963; «Свети, моё солнце!») и других.
Муслимом Маратом были переведены на башкирский язык произведения Н. Н. Асеева, Э. Вайнерта, В. Г. Короленко, В. А. Луговского и других. Произведения Марата, в свою очередь, переведены на русский язык. Его пьеса «Ике фронт» (1933; «Два фронта») была поставлена на сцене Башкирского театра драмы. На стихи поэта были написаны песни композиторами Г. С. Альмухаметовым, К. Ю. Рахимовым и другими.

## Память
Именем поэта в селе Бураево названа улица.